# Danzaki Riku
Danzaki Riku (sinh ngày 31 tháng 5 năm 2000) là một cầu thủ bóng đá người Nhật Bản. Hiện đang chơi tại Brisbane Roar FC giải Vô Địch Quốc Gia Úc dưới dạng hợp đồng cho mượn mùa giải 2020-2021 từ CLB Hokkaido Consadole Sapporo.

## Sự nghiệp câu lạc bộ
Danzaki Riku hiện đang chơi cho Hokkaido Consadole Sapporo.